# Olga Rypakowa
Olga Sergejewna Rypakowa (russisch Ольга Сергеевна Рыпакова (Алексеева), engl. Transkription Olga Sergeyevna Rypakova  geb. Алексеева – Alexejewa – Alekseyeva;; * 30. November 1984 in Ust-Kamenogorsk) ist eine kasachische Weit- und Dreispringerin sowie ehemalige Siebenkämpferin. Seit 2016 ist sie auch als Politikerin aktiv.

## Sportliche Laufbahn
Sie begann ihre sportliche Karriere als Siebenkämpferin und Weitspringerin und nahm 2000 an den Juniorenweltmeisterschaften in Santiago de Chile teil, schied dort aber mit 5,63 m in der Qualifikation aus. Ein Jahr darauf wurde sie bei den Jugendweltmeisterschaften in Debrecen Vierte im Siebenkampf. 2002 gewann sie bei den Juniorenweltmeisterschaften in Kingston die Silbermedaille im Siebenkampf hinter der Schwedin Carolina Klüft. 2003 nahm sie an der Sommer-Universiade in Daegu teil und erreichte dort den achten Platz im Siebenkampf. Zwei Jahre später schied sie bei den Studentenweltspielen in Izmir im Weitsprung in der Qualifikation aus. Bei den Asienmeisterschaften 2005 in Incheon wurde sie Vierte im Weitsprung und gewann bei den Hallenasienspielen in Bangkok die Goldmedaille im Fünfkampf, wie auch bei den Hallenasienmeisterschaften 2006 in Pattaya. Sie qualifizierte sich damit für die Hallenweltmeisterschaften in Moskau, bei denen sie den siebten Platz belegte und gewann bei den Asienspielen in Doha Gold im Siebenkampf und Bronze im Weitsprung.
Seit der Saison 2007 beschränkt sie sich auf die beiden Sprungdisziplinen. Bei den Asienmeisterschaften 2007 in Amman gewann sie Gold im Weit- und im Dreisprung, bei der Sommer-Universiade in Bangkok Gold im Weitsprung, und bei den Weltmeisterschaften in Osaka wurde sie Elfte im Dreisprung. 2008 kam Rypakowa im Dreisprung sowohl bei den Hallenweltmeisterschaften in Valencia als auch bei den Olympischen Spielen in Peking zunächst Vierte. Nachdem wegen Dopings die Griechin Chrysopigi Devetzi und Tatjana Lebedewa disqualifiziert wurden, rückte Rypakowa bei den Hallenweltmeisterschaften auf Bronze und bei den Olympischen Spielen auf Silber vor. Im olympischen Weitsprungwettbewerb war sie mit 6,30 m in der Qualifikation ausgeschieden.
2009 belegte Rypakova im Dreisprung bei den Weltmeisterschaften in Berlin den 10. Platz und wurde in Guangzhou wieder Asienmeisterin. Bei den Hallenasienspielen in Hanoi feierte sie den Gewinn zweier Goldmedaillen. 2010 errang sie den Titel im Dreisprung bei den Hallenweltmeisterschaften in Doha und gewann bei den Asienspielen in Guangzhou Gold im Dreisprung und Silber im Weitsprung. 2011 gewann Rypakowa bei den Weltmeisterschaften in Daegu die Silbermedaille im Dreisprung hinter der Ukrainerin Olha Saladucha. 2012 nahm sie an den Hallenweltmeisterschaften in Istanbul teil und gewann dort mit 14,63 m die Silbermedaille hinter der Britin Yamilé Aldama. In der Freiluftsaison qualifizierte sich Rypakova erneut im Dreisprung für die Olympischen Spiele in London, bei denen sie im Finale mit 14,98 m die Goldmedaille gewann. 2013 bestritt Rypakova aufgrund der Geburt ihres Sohnes keine internationalen Wettkämpfe. 2014 holte sie bei ihrer Rückkehr bei den Asienspielen in Incheon die Goldmedaille im Dreisprung.
2015 gewann Rypakova bei den Weltmeisterschaften in Peking mit 14,77 m im Finale die Bronzemedaille. Die vor ihr liegende Israelin Hanna Knjasjewa-Minenko sprang allerdings nur einen Zentimeter weiter. 2016 erreichte sie bei den Leichtathletik-Hallenasienmeisterschaften in Doha die Goldmedaille im Dreisprung sowie Bronze im Weitsprung. Bei den Olympischen Spielen in Rio de Janeiro gewann Rypakova mit 14,74 m im Finale die Bronzemedaille hinter der Kolumbianerin Caterine Ibargüen und der Venezolanerin Yulimar Rojas, mit denen sie sich in den letzten Saisonen bei allen großen internationalen Wettkämpfen maß. Auch 2017 holte Rypakowa bei den Weltmeisterschaften in London hinter Ibargüen und Rojas mit 14,77 m die Bronzemedaille. Anfang September gewann sie bei den Asian Indoor & Martial Arts Games in Aşgabat sowohl im Weit- als auch im Dreisprung die Goldmedaille. 2018 erfolgte ihre vierte Teilnahme an den Asienspielen in Jakarta, bei denen sie ihren Titel im Dreisprung mit 14,26 m erfolgreich gegen die Thailänderin Parinya Chuaimaroeng verteidigte. Im Jahr darauf nahm sie an den Weltmeisterschaften in Doha teil und schied dort mit 14,09 m in der Qualifikation aus, ehe sie anschließend bei den Militärweltspielen in Wuhan mit einer Weite von 14,19 m die Goldmedaille gewann. 2021 siegte sie mit 6,25 m im Weitsprung beim Qosanov Memorial in Almaty und nahm im August im Dreisprung an den Olympischen Spielen in Tokio teil und verpasste dort mit 13,69 m den Finaleinzug. Während der Eröffnungsfeier war sie gemeinsam mit dem Boxer Qamschybek Qongqabajew, die Fahnenträgerin ihrer Nation.
2012 und 2017 entschied Olga Rypakowa die Gesamtwertung der IAAF Diamond League für sich. Sie war kasachische Meisterin im Weitsprung 2005, 2007, 2011 und 2015, im Dreisprung 2007, 2011 und 2015 sowie im Siebenkampf 2006. In der Halle wurde sie 2004, 2006 und 2010 nationale Meisterin im Weitsprung und 2010 und 2012 im Dreisprung. Zudem 2004 im Fünfkampf. Damit gewann sie bisher acht Titel im Freien sowie sieben in der Halle.

## Persönliches
Olga Rypakowa ist seit 2004 mit dem ehemaligen 400-m-Läufer Denis Rypakow, Silbermedaillengewinner der Sommer-Universiade 2003, verheiratet und hat mit ihm eine Tochter namens Anastassija Rypakowa (* 2004) und einen Sohn (* 2013). Sie absolvierte ein Studium für Coaching an der Kazakh Academy of Sport and Tourism in Almaty.
2016 wurde sie in das Parlament der Region Ostkasachstan gewählt.
Das Leichtathletikzentrum Öskemen (Ust-Kamenogorsk) ist nach ihr benannt und wird von ihrem Mann geleitet.

## Persönliche Bestleistungen
- Hochsprung: 1,92 m, 8. Dezember 2006 in Doha
- Weitsprung: 6,85 m (−0,7 m/s), 10. August 2007 in Bangkok
  - Weitsprung (Halle): 6,58 m, 2. November 2009 in Hanoi
- Dreisprung: 15,25 m, 4. September 2010 in Split (Asienrekord)
  - Dreisprung (Halle): 15,14 m, 13. März 2010 in Doha (Asienrekord)
- Siebenkampf: 6113 Punkte, 28. Juni 2006 in Almaty
  - Fünfkampf (Halle): 4582 Punkte, 10. Februar 2006 in Pattaya (Asienrekord)